# Maypacius petrunkevitchi
Espèce
Maypacius petrunkevitchi est une espèce d'araignées aranéomorphes de la famille des Pisauridae.

## Distribution
Cette espèce se rencontre en Angola et au Rwanda.

## Description
La femelle holotype mesure 12 mm.

## Étymologie
Cette espèce est nommée en l'honneur d'Alexander Ivanovitch Petrunkevitch.

## Publication originale
- Lessert, 1933 : Araignées d'Angola. Résultats de la Mission scientifique suisse en Angola 1928-1929. Revue suisse de zoologie, vol. 40, no 4, p. 85-159 (texte intégral).